# Power (canción de Little Mix)
«Power» es una canción del grupo británico Little Mix. La versión remix junto al cantante Stormzy, se lanzó como el cuarto sencillo de su álbum de estudio Glory Days (2016) el 26 de mayo de 2017.
El sencillo fue utilizado por WWE como el tema oficial de Royal Rumble. La pista ganó a "Mejor canción" en los Global Awards el año 2018. Esta canción simboliza el feminismo con letras como: You're the man, but I got the power (Tú eres el hombre, pero yo tengo el poder).

## Video musical
El video musical de «Power» fue dirigido por Hannah Lux Davis y se estrenó el viernes 9 de junio de 2017. Este está rodado en los estudios Warner Bros en Los Ángeles. Cuenta con la participación de las madres de las chicas y las Drag Queens Alaska, Courteney Act y Willam. Las escenas de Stormzy lo muestran en una barbería cortándose el pelo. Al final del video, las madres de las integrantes de Little Mix aparecen con ellas.

## Posicionamiento en listas
| Listas (2017)                     | Mejor posición |
| --------------------------------- | -------------- |
| Bélgica (Ultratop) Flanders       | 20             |
| Escocia (Official Charts Company) | 2              |
| Francia (SNEP)                    | 182            |
| Filipinas (Philippine Hot 100)    | 26             |
| Irlanda (IRMA)                    | 17             |
| Letonia (Latvijas Top 40)         | 31             |
| Nueva Zelanda Hot Singles (RMNZ)  | 7              |
| Reino Unido (UK Singles Chart)    | 6              |
| Rumania (Airplay 100)             | 100            |

## Certificaciones
| País        | Organismo certificador | Certificación | Ventas certificadas | Ref    |
| ----------- | ---------------------- | ------------- | ------------------- | ------ |
| Brasil      | PMB                    | 2x Platino    | 80 000              | [ 21 ] |
| Reino Unido | BPI                    | 2x Platino    | 1 340 000           | [ 23 ] |